# Молдотау
Молдотау или Молдотоо (на киргизки: Молдо тоо; на руски: Молдотау) е планински хребет във Вътрешен Тяншан, разположен на територията на Киргизстан (Джалалабадска и Наринска област). Простира се на протежение около 150 km, от запад на изток между река Нарин на запад и юг, десните ѝ притоци Кьокьомерен на северозапад и Сонгкьол на изток и котловината на езерото Сонгкул на север. Максимална височина 4185 m, (41°39′27″ с. ш. 74°43′40″ и. д. / 41.6575° с. ш. 74.727778° и. д.), разположена в централната му част, на границата между Джалалабадска и Наринска област, на около 30 km югозападно от езерото Сонгкул. Изграден е основно от варовици. По южните му склонове се спускат къси и бурни реки (Кьок Джар, Куртки и др.) десни притоци на Нарин, а от северния му склон води началото си река Минкуш (ляв приток на Кьокьомерен). Долните части на склоновете му са покрити с планински степи и пасища, а нагоре има малки участъци от редки смърчови гори и арча (вид хвойна).

## Топографска карта
- К-43-В М 1:500000[2]
- К-43-Г М 1:500000[3]